# Фернандо Саватер
Фернандо Фернандез-Саватер Мартин (шп. Fernando Fernández-Savater Martín; Сан Себастијан, 21. јун 1947) је шпански филозоф и есејист, углавном познат по својим популарним књигама о етици и новинским чланцима и есејима. Тренутно је професор филозофије у Мадриду.
Фернандо Саватер је био активан члан неколико организација које се боре за мир и против тероризма у Баскији, као што су Movimiento por la Paz y la No Violencia, Gesto por la Paz, El Foro de Ermua и тренутно Basta Ya.

## Дела
- (1974)
- (1978)
- (1981)
- (1981)
- (1982)
- (1983)
- (1983)
- (1984)
- (1986)
- (1988)
- (1991)
- (1992)
- (1993)
- (1998)
- (1999)
- (2001)
- (2005)